# John N. W. Rumple

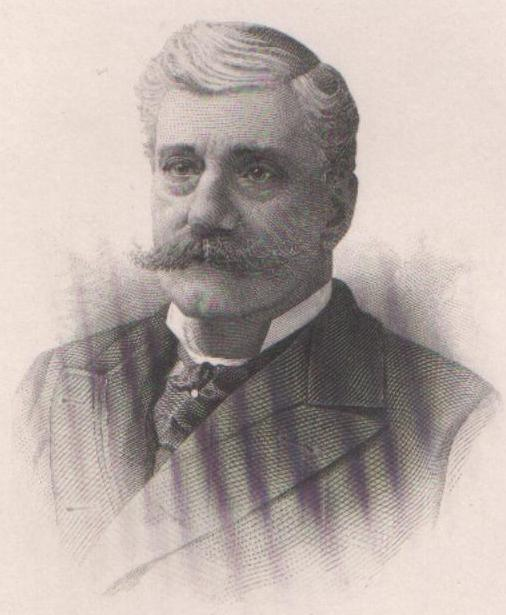
John N. W. Rumple

John Nicholas William Rumple (* 4. März 1841 bei Fostoria, Ohio; † 31. Januar 1903 in Chicago, Illinois) war ein US-amerikanischer Politiker. Zwischen 1901 und 1903 vertrat er den Bundesstaat Iowa im US-Repräsentantenhaus.

## Werdegang
John Rumple besuchte die öffentlichen Schulen seiner Heimat und das Western College in Iowa. Danach studierte er an der Iowa State University. Während des Bürgerkrieges diente er in einer Kavallerieeinheit aus Iowa, in der er bis zum Hauptmann aufstieg. Nach einem anschließenden Jurastudium und seiner im Jahr 1867 erfolgten Zulassung als Rechtsanwalt begann er in Marengo in seinem neuen Beruf zu praktizieren.
Rumple war Mitglied der Republikanischen Partei. Zwischen 1873 und 1878 gehörte er dem Senat von Iowa an. Von 1880 bis 1886 war er Mitglied im Vorstand der State University of Iowa. Außerdem war er von 1881 bis 1885 Kurator der Historical Society von Iowa. Rumple war Mitglied des Gemeinderats von Marengo. In den Jahren 1885 und 1886 amtierte er als Bürgermeister dieser Gemeinde. Von 1896 bis 1900 war er juristischer Vertreter des Gemeinderats und Mitglied des Schulrates.
Bei den Kongresswahlen des Jahres 1900 wurde Rumple im zweiten Wahlbezirk von Iowa in das US-Repräsentantenhaus in Washington, D.C. gewählt. Dort trat er am 4. März 1901 die Nachfolge von Joseph R. Lane an. Während seiner Zeit im Kongress erkrankte Rumple an einem Tumor im Genick. Diese Krankheit war auch der Grund für seinen Verzicht auf eine weitere Kandidatur im Jahr 1902. Bei diesen Wahlen wurde der Demokrat Martin Joseph Wade zu seinem Nachfolger gewählt. Rumple konnte seine eigentlich am 3. März 1903 endende Legislaturperiode nicht mehr beenden. Er erlag am 31. Januar 1903 in einem Krankenhaus in Chicago seinem Leiden. Sein Abgeordnetensitz blieb bis zu Wades Amtsantritt am 4. März 1903 vakant.